# 仮面ライダー×仮面ライダー オーズ&ダブル feat.スカル MOVIE大戦CORE
- 仮面ライダーシリーズ
  - 仮面ライダーW > 仮面ライダー×仮面ライダー オーズ&ダブル feat.スカル MOVIE大戦CORE
  - 仮面ライダーオーズ/OOO > 仮面ライダー×仮面ライダー オーズ&ダブル feat.スカル MOVIE大戦CORE
  - MOVIE大戦シリーズ > 仮面ライダー×仮面ライダー オーズ&ダブル feat.スカル MOVIE大戦CORE

『仮面ライダー×仮面ライダー オーズ&ダブル feat.スカル MOVIE大戦CORE』（かめんライダーかめんライダー オーズアンドダブル フィーチャリングスカル ムービーたいせんコア）は、2010年12月18日より東映系で公開された、特撮テレビドラマシリーズ「平成仮面ライダーシリーズ」の『仮面ライダーオーズ/OOO』と『仮面ライダーW』の劇場版作品。
キャッチコピーは「仮面ライダー、地球の中心「核（コア）」へ。」。

## 概要
放送中の仮面ライダー・前作の仮面ライダーが共演するクロスオーバー作品「MOVIE大戦シリーズ」の第2弾。『オーズ』としては初の、『W』としては3本目にあたる劇場版作品。『仮面ライダーW FOREVER AtoZ/運命のガイアメモリ』の2D版でのエンドロール後に公開が発表された。
本作品は2009年冬に公開された『仮面ライダー×仮面ライダー W&ディケイド MOVIE大戦2010』を超パワーアップさせるというコンセプトで制作されており、その構成も前作同様にオーズとWのそれぞれのエピソード2編と最終エピソード1編の計3編で構成されており、『W』⇒『オーズ/OOO』⇒『MOVIE大戦』の順で上映される。その為、企画当初は仮面ライダーディケイド/門矢士もゲスト出演させる予定だったが、諸事情により断念したという。
従来の劇場版と同様に、放送中の番組の主役ライダーの新フォーム（仮面ライダーオーズ タジャドルコンボ、タカゴリバ）と、新たな仮面ライダー（仮面ライダーバース）が先行登場し、劇場版限定ライダー（仮面ライダーコア）と、劇場版限定フォーム（仮面ライダースカルクリスタル）が登場する他、『運命のガイアメモリ』に登場した、仮面ライダーW サイクロンジョーカーゴールドエクストリームが再登場する。

## 物語内容
『オーズ/OOO』のエピソードは『仮面ライダーオーズ ノブナガの欲望』と題され、火野映司と織田信長のホムンクルスとの激闘・友情が描かれる。その他、恐竜グリードやヤミーが登場し、「映司がメダルホルダーを所有している」「終盤のバースの変身者が後藤慎太郎」であるなど、テレビシリーズに先駆けた要素が描かれている。小説版での描写や、次回作『フォーゼ&オーズ』での映司と翔太郎のやり取りなど、後発の作品でも本作品の内容を踏まえた描写が存在する。
『W』のエピソードは『仮面ライダースカル メッセージforダブル』と題され、テレビシリーズの後日譚と仮面ライダースカルの誕生秘話が描かれている。前作『運命のガイアメモリ』と前々作『W&ディケイド』同様にテレビシリーズから繋がった時間軸での話となっており、後のVシネマ『仮面ライダーW RETURNS』にもそのままつながる出来事となっている他、『運命のガイアメモリ』でのWとオーズの対面を踏まえた設定も反映されている。
そして最終エピソードは『MOVIE大戦CORE』と題され、オーズとWが共演する。

## ストーリー・章
『仮面ライダースカル メッセージforダブル』
鳴海亜樹子は紆余曲折の末に芽生えた照井竜 / 仮面ライダーアクセルとの愛を育み、結婚することに。だが結婚式当日もアクセルに変身して戦おうとする竜に激怒。"仮面ライダー"自体に嫌気がさす。
途中、亜樹子はWが謎の怪人・プテラノドンヤミーと戦う場面に遭遇。その怪人が所持していたメモリーメモリの力によって、亜樹子の意識は1999年の風都へ飛ばされる。
1999年の風都で起きた「最初のドーパント事件」を通して、亜樹子は父鳴海荘吉 / 仮面ライダースカルの「ビギンズナイト」を知る。

『仮面ライダーオーズ ノブナガの欲望』
鎧を身にまとった織田信長のミイラが発見され、鴻上ファウンデーションはセルメダルを使用した最先端技術で、織田信長をホムンクルスとして蘇生させた。青年姿で蘇生したノブナガは記憶を失ったまま、鴻上生体研究所を脱走する。
戦国武将の子孫を殺害して回る鎧武者怪人を追っていた火野映司 / 仮面ライダーオーズは、その過程で偶然出会ったノブナガの面倒を見ることに。無垢だったノブナガは図書館などで急速に現代の知識を学んでいき、アルバイトからとある会社の社員になると、比奈の先輩である明智よしのが出場するダンスオーディションの場で会社を乗っ取って社長にまで上り詰める。

『MOVIE大戦CORE』
憑代を失ったサソリ・カニ・エビの3枚のコアメダルの意思が過去の仮面ライダーの苦しみ・悲しみといった偏った記憶を取り込んだメモリーメモリと融合し、邪悪なエネルギー集合体・仮面ライダーコアが誕生した。
再会したWとオーズの2人の仮面ライダーは、全てを破壊し尽くそうとするその脅威を喰い止めるために、地球の中心である「核」に戦いの場を移し最終決戦を繰り広げる。

## 本作品オリジナルの登場人物

### 『仮面ライダースカル メッセージforダブル』（登場人物）
マツ / スパイダー・ドーパント
荘吉の相棒の頭脳派探偵。本名は松井 誠一郎（）。細かな資料集めで捜査をフォローし、荘吉と共に多くの事件に挑んできた。指を鳴らす癖や数字の「1」の頭が大きく跳ねる独特な書き方の癖がある。
メリッサのストーカー蜘蛛男を荘吉と共に追うが、自身がミュージアムの最初の顧客である「蜘蛛男」ことスパイダー・ドーパントであることを荘吉に見破られ、暴走。風都に大量の子蜘蛛をばら撒き甚大な被害を出した上、メリッサを誘拐するも、スカルのライダーキックを受け、メモリブレイク後に自我を取り戻すもその直後に死亡。
劇場公開版では致命的ダメージにより死亡したかのような描写であったが、ディレクターズカット版ではマツの死因はスパイダーメモリの暴走であることが判明しており、メモリが初期型であるためにメモリブレイクしても助からない可能性があったことも説明されている。
なお、マツがスパイダー・ドーパントに変身して撒いた子蜘蛛は自身の「メリッサに愛されないのを妬む」という感情の暴走により新たに加わった彼自身の能力であり、本来のスパイダー・ドーパントの持つ能力ではない。この子蜘蛛には「愛する者に触れると相手が爆死する」という機能があり、子蜘蛛を浴びてしまった荘吉が亜樹子に会えなかったのもこれが理由だった。
- キャラクターのモデルは、本作品のプロデューサーの塚田英明で、まとめた資料でレジュメを作ったり、指を鳴らす癖は塚田をイメージしている。脚本の三条は、荘吉にとっての制御棒のような存在であるとしている。

『風都探偵』
漫画およびそれを原作としたアニメ映画で、上記エピソードに再びふれられたことで登場している。

メリッサ
「風都の歌姫」と称されるオペラ歌手の少女。本人曰く「鳴海探偵事務所の影の所長」。スパイダー・ドーパントに狙われ、身辺警護を荘吉に依頼する。
現在の亜樹子に瓜二つだが血縁関係はない。自分を無視した相手に靴でツッコミを行なう性格や「あたし、聞いてない」などの口癖も亜樹子を思わせるが、亜樹子と比べると大人びた一面を持つ。
『MOVIE大戦CORE』の終盤にも亜樹子の結婚式を訪れ、亜樹子に荘吉が自分に会えなかった理由を伝える。
『風都探偵』
漫画およびそれを原作としたアニメ映画で、上記エピソードに再びふれられたことで登場している。アニメ映画で演じたのは、亜樹子役と同じ小松未可子。劇中歌の「Forevermore」の歌唱も行っている。

小森 絵蓮（） / バット・ドーパント
花魁言葉で話す美女。ミュージアムの最初期のガイアメモリのセールスレディであり、「バット」のガイアメモリで自らもドーパントに変身し暗躍する。
終盤でスカルと交戦するが、スカルパニッシャーで壊れたタンクローリーの下敷きになり、そのままタンクローリーの爆発に巻き込まれる形で死亡した。

矢口 孝三（）
メリッサの所属する芸能事務所矢口芸能社の社長。事務所内でタレントたちをガイアメモリの実験台にしていた。荘吉に悪事を看破された直後、妻に仕込まれていたスパイダー・ドーパントの子蜘蛛によって爆死する。

ストーン
過去の風都で活躍する情報屋。風都の建築物に詳しい建築物オタク。矢口芸能社の内部に関する情報を探る。
その名の通り石ころのように目立たず、影が薄く臆病な性格。荘吉からは「臆病ぐらいがちょうどいい。長生きできる」と評されたが、矢口芸能社に潜入した際にバット・ドーパントに殺されるという皮肉な結果となった。

### 『仮面ライダーオーズ ノブナガの欲望』（登場人物）
明智 よしの（）
比奈の先輩で、明智光秀の子孫。フューチャーソフトのCM出演のオーディションに参加したバレリーナの少女。ある事故で足を怪我したことから「もっと踊りたい」という欲望を持ち、その欲望がプテラノドンヤミー（雌）を生み出すこととなる。入院中に眠っている間に、ノブナガに足を治療してもらった。

ノブナガ / 鎧武者怪人 / 仮面ライダーバース
鴻上ファウンデーションによって発掘された織田信長のミイラの欲望とセルメダルによって生成された人造人間。映司からは「ノブ君」と呼ばれる。
ふとしたことで映司と出会い「モンシロチョウ柄のおそろいのパンツ」を映司から受け取る。最初は名前以外のことが分からずに困惑していたが、図書館で本を読み漁り様々な人間世界の情報を急激に得たことで様々な分野で才能を発揮し、フューチャーソフトの社長となって欲望のままにあらゆるものを手中に収めようとする。「パンツの友」である映司に対しても、「欲望がない、つまらない奴」と見下すようになる。
鎧武者怪人となって、過去に自分と敵対した武将の末裔を殺害して回るが、過去の自分の仇である明智光秀の子孫のよしのに好意を抱くようになる。ホムンクルスとしての身体が崩壊を始めた影響で、自我も失っていく中、映司の良さや、彼と交わした絆を思い出し、よしのの怪我を治療した。
鎧武者怪人完全体になってしまった後、映司＝オーズとの戦いの末に力尽き、映司に看取られながら消滅し、セルメダルに戻った。

ギル
声のみ登場した古風な口調の恐竜系グリード。仮面ライダーに関する記憶を、プテラノドンヤミー（雄）に捜させプテラノドンヤミー（雌）を生み出す。
- 劇場公開時は公開後のテレビシリーズの展開に先駆けて登場するような演出であったが、実際のテレビシリーズでの恐竜系コアメダルは劇中で解放されるまで未使用であったため、ギルという名のグリードは登場しないが、コアメダルを取り込んだ映司が変貌した映司グリードと、同じく取り込んだ真木が変貌した恐竜グリードが登場する。

## 本作品オリジナルの登場仮面ライダー

### 仮面ライダースカルクリスタル
『仮面ライダースカル メッセージforダブル』に登場する、ガイアメモリの力を必要としないという荘吉のポリシーによる心の迷いが影響して生まれた、仮面ライダースカルの未完成形態。
頭部が半透明のクリスタル状になっており、「S」字の傷も刻まれていない。また、シュラウドによって帽子を被ったまま強制的に変身させられたため、帽子を被っていない。スパイダー・ドーパントからは「生煮え骸骨」と揶揄されている。
メモリの力を引き出せておらず、戦う決意が出来ていなかったため、通常形態の半分の能力・戦闘力しか発揮できないが、荘吉自身の高い戦闘能力を活かしてスパイダー・ドーパントと互角に戦っている。荘吉がスパイダー・ドーパントの非道を目の当たりにし、戦う覚悟を決めて変身したことで完全な姿へと変化した。
- マスクは透明ポリによって成形されているため、スカルのスーツアクターを務める永徳は顔をミル・マスカラスのようなマスクを付けて隠している[10]。

専用マシン・ツール
スカルギャリー
スカル専用の高速移送装甲車。鳴海探偵事務所の地下ガレージにおいて、シュラウドが自走式の換装運搬マシンとして設計・開発したアーマード・トランスポーター。
車体前部は巨大な骸骨のような形状で、その先端にT字のアンカー状のフロントバンパー、車体後部に多数のマフラーが連結した巨大なエンジンユニットを搭載する。使用者である荘吉は、その外見から「怪物マシン」と呼称している。
後に換装パーツが拡充されてリボルギャリーに改装した。スカルギャリーの起動は、ハッチの閉鎖後にガレージ内のジャッキのような重機が作動し、吊り下げられていたエンジンユニットが降下してセットされるという手間がかかるもので、ハッチが閉じるだけで起動するリボルギャリーに比べると技術的に未完成であることがうかがえる。
スカルマグナム
スカル唯一の武器である専用エネルギー光弾銃。荘吉の戦う覚悟が不十分だったスカルクリスタル時には、連射用のノーマルモードを使用しており、一撃必殺のマキシマムモードに変形させることはなかった。

メモリガジェット
スタッグフォン
過去の世界における荘吉が携帯しているメモリガジェット。Wの物と同一で、開発者はシュラウド。

### 仮面ライダーオーズ タカゴリバ
『ノブナガの欲望』に登場する、タカ・ゴリラ・バッタの3枚のコアメダルを使って変身した仮面ライダーオーズの亜種形態。
ゴリラアームによる強力なパンチを武器とし、腕から射出したゴリバゴーンで鎧武者怪人 不完全体を吹き飛ばした。
後の『オーズ/OOO』テレビシリーズにて、第17・35話にも登場。

### 仮面ライダーコア
『MOVIE大戦CORE』に登場する本作品オリジナルの仮面ライダー。鎧武者怪人から現出したサソリ・カニ・エビの3枚の黒いコアメダルが、過去の仮面ライダーの苦しみ・悲しみといった偏った記憶を取り込んだメモリーメモリと融合して誕生した巨大で邪悪なエネルギー体。自らを「異形となった悲しみを憎しみの力に変える者」と名乗る。一人称は「我」。
結晶化した地球の記憶の泉をエネルギー源としており、そこから無尽蔵にエネルギーを取り出している。倒すにはまずその結晶を破壊する必要がある。その巨躯は地球の中心核と同じ6,000度の炎ボディプロミネンスに包まれており、歩くだけで周囲を炎上させ、口から発射するレーザービーム状の熱線で大地そのものを斬るように街を焼き尽くす。下半身は高速走行が可能なバイク形態に変形可能。
圧倒的な力でWとオーズを追い詰めるが、W サイクロンジョーカーゴールドエクストリームとオーズ タジャドルコンボによるダブルライダーキックを受けて倒され、誕生の原因を生んだメモリとメダルは全て破壊された。
- シリーズ初のフル3DCGのライダーである[23]。
- ラフは特撮監督の佛田洋が担当し、それを元にデザイン画が起こされている[24]。CG作成はフレイムワークス・エンターテイメントの岡本晃が担当[24]。

## 本作品オリジナルの登場怪人

### プテラノドンヤミー
プテラノドン型のヤミー。アンク以外のグリードたちは「ギルのヤミー」と劇中で呼称した。雄・雌の個体によって体の色が違い、エンディングクレジットでは性別は男女を表す記号で記載されている。どちらもメダル状の光弾を発射して攻撃する。
テレビシリーズの恐竜系ヤミーと異なり劇場版に登場した今回の個体はセルメダルを体内に蓄えている。
- デザインイメージはトランプのクラウンやベネチアの仮面舞踏会など、ヨーロッパ風となっており、肩などの処理を部分的に変えている[25][26]。プテラノドンは後頭部の形状が違うものがあるため、そのような要素を加味して他のものもデザインの元となっている[25][26]。

プテラノドンヤミー♂
3編全てに登場。基調は紫。各地で破壊活動を行いながら、夢見町のバース（ノブナガ）や風都のWと対決。メモリーメモリで仮面ライダーたちの記憶を収集していた。本作品における誕生させた宿主・メモリーメモリを入手した経緯は不明。
『MOVIE大戦CORE』では黒いコアメダルによってメモリーメモリが奪われたのを亜樹子のせいだと逆恨みして襲いかかり、アクセルとバースを相手にするが、アクセルグランツァーとセルバーストの同時攻撃を受けて倒された。
- プテラノドンだけではなく、インゲンスも元にしている。

プテラノドンヤミー♀
『ノブナガの欲望』に登場。化粧をしたような白い色が特徴。本作品ではある事故で足を怪我したことでバレエができなくなった明智よしのの「踊りたい」という欲望によって生成された。バレエシューズにセルメダルが投入されて誕生させた。
誕生直後に鎧武者怪人 不完全体と戦うオーズを襲撃するが、ガタキリバコンボのガタキリバキックを受けて倒された。
- プテラノドンだけではなく、ステルンベルギも元にしている。

その他の登場作品
『仮面ライダーオーズ/OOO』
声：神奈延年（雄）、鶴ひろみ（雌）
雌雄双方とも登場。経緯が異なる別個体として登場する。
『仮面ライダー×仮面ライダー ウィザード&フォーゼ MOVIE大戦アルティメイタム』
無限モンスタープラントから出現した怪人として登場。
『仮面ライダー×スーパー戦隊×宇宙刑事 スーパーヒーロー大戦Z』
雄が登場。スペースイカデビル配下の怪人として登場。
『仮面ライダーウィザード』
テレビシリーズの特別編にて、「魔宝石の世界」の怪人として、雌の個体が登場。
『仮面ライダー×仮面ライダー 鎧武&ウィザード 天下分け目の戦国MOVIE大合戦』
『仮面ライダー鎧武 戦極バトルロワイヤル!』にて、武神鎧武の配下の怪人として雌雄双方とも登場。雄は仮面ライダービーストに倒されている。

### ドーパント
本作品では、ドーパントは『仮面ライダースカル メッセージforダブル』にのみ登場。
マスカレイド・ドーパントに関しては仮面ライダーWの登場キャラクター#マスカレイド・ドーパントを参照。
- モチーフは『仮面ライダー』の第1話と第2話に登場した蜘蛛男と蝙蝠男同様、クモと蝙蝠がモチーフに選ばれたが、細かいオーダーはなかったため、オマージュはしていない[27]。

バット・ドーパント
ガイアメモリ販売員・小森絵蓮が「バット」のガイアメモリを右首筋に挿入して変身するミュージアム傘下のドーパント。
左腕のバットソードが武器であり、超音波を発し機械を操ることができる。また、口から破壊光線を放つこともできる。スカル戦ではタンクローリーにバットソードを挿して異形のマシンへと変えた。
- 手のみをアシンメトリーにして身体をシンメトリーにしている。黒いスカルに対して白となった。顔は寺田のバンパイア観が出たものとなっている。なお、デザイン段階では女性怪人ということは決まっていなかった。

『仮面ライダー×スーパー戦隊×宇宙刑事 スーパーヒーロー大戦Z』
スペース蜘蛛男配下の怪人として登場。
『仮面ライダー×仮面ライダー 鎧武&ウィザード 天下分け目の戦国MOVIE大合戦』
『仮面ライダー鎧武 戦極バトルロワイヤル!』にて、武神鎧武配下の怪人として登場。

スパイダー・ドーパント
荘吉の相棒・松井誠一郎（マツ）が「スパイダー」の初期型ガイアメモリを首に挿入して変身するドーパント。風都で起きた最初のドーパント事件の首謀者。
腕から射出する糸スパイダーウェブを使いこなし、相手を捕捉したり、自身がぶら下がりスイング移動に用いるほか、マツの“切ない心”が生み出した能力として特殊な子蜘蛛ナノスパイダーを生み出す。この子蜘蛛は、植え付けられた宿主が“最愛の人物”に触れると、触れられた相手が蜘蛛の糸に包み込まれ爆死するという特性を持ち、メモリブレイク後もその効果は消えなかった。
- アシンメトリーのデザインにしている。クモにドーパントのデザインのやり方をそのまま当てはめている。透明な胸の中で小さなクモが動いている感じにしており、頭にクモの大きな腹があるようにしている。
- 人のような顔は、塚田からのオーダーだが、初期のショッカー怪人は意識していない。クモの糸をイメージして体に白いラインを巻いているため、包帯のようにならないように造形されている。

『仮面ライダー×スーパー戦隊 スーパーヒーロー大戦』
大ショッカーの怪人として登場。
『仮面ライダー×仮面ライダー 鎧武&ウィザード 天下分け目の戦国MOVIE大合戦』
『仮面ライダー鎧武 戦極バトルロワイヤル!』にて、武神鎧武配下の怪人として登場。
『風都探偵』
漫画およびそれを原作としたアニメ映画で、上記エピソードに再びふれられたことで登場している。

### 鎧武者怪人
『仮面ライダーオーズ ノブナガの欲望』にのみ登場。
ノブナガが変身した鎧武者姿の怪人。真木の研究・実験によって生み出された擬似グリードとでも呼べる存在。武器は髑髏の意匠が施された長剣と左腕の鋏。卓越した剣術で次々と織田信長を裏切った武将の子孫を殺害していった。
当初はグリードのセルメンのように頭部が不完全な状態だったが、真木の所持していたサソリ・カニ・エビの黒いコアメダルを実験と称して埋め込まれ、完全体となる。完全体となった姿には、頭部にサソリ・腕部にカニ・脚部にエビの意匠が見られる。暴走しオーズと対峙するも、サゴーゾコンボのサゴーゾインパクトを受けて倒された。
- 名称はパンフレットより。『てれびくん2010年12月号』などには武者グリードとも記載[要ページ番号]。

## 用語
メモリーメモリ
「記憶の記憶」を宿したガイアメモリ。経緯は不明だが、プテラノドンヤミー（雄）が所持していた。その場に存在する過去の記憶を吸収する他、周囲にいる人間にその過去を見せることができる。
劇中では、風都に存在する「仮面ライダースカル誕生の経験」の記憶を取り込んだ。
ジオラマ小説『S.I.C. HERO SAGA KAMEN RIDER W -Playback-』
メモリー・ドーパントというメモリーメモリを使用したドーパントが登場。

黒いコアメダル
サソリ・カニ・エビの節足動物の能力を持つ3枚のコアメダル。真木がメダルを持っているシーンや仮面ライダーコアが倒されたシーンでは、サソリ・コアの裏面のラインが1本、カニ・コアが2本、エビ・コアが3本ということが確認できる。
真木に実験の最終段階と称してノブナガの身体に埋め込まれ、暴走を促す。ノブナガ消滅後、コアメダルに宿るグリードの意志が新たな器を求め、メモリーメモリを取り込み仮面ライダーコアへと変身した。
映画本編ではこのメダルがどういう経緯で作られたかは明かされなかったが、2018年発売のCSMオーズドライバーに付属するカラーブックレット「鴻上生体研究所 分析報告書」によると、ガラとは異なる体系を持つ錬金術師によって精製されたコアメダルという事実が新たに明かされた。
テレビシリーズではサソリ・カニ・エビのセルメダルのみ登場しており、仮面ライダーバースが使用している。

## キャスト

### 『仮面ライダースカル メッセージforダブル』（キャスト）
- 鳴海荘吉 - 吉川晃司
- 左翔太郎 - 桐山漣
- フィリップ - 菅田将暉
- 鳴海亜樹子、メリッサ（2役） - 山本ひかる
- 照井竜 -  木ノ本嶺浩
- 刃野幹夫 - なだぎ武（ザ・プラン9）
- ウォッチャマン - なすび
- サンタちゃん - 腹筋善之介
- 真倉俊 - 中川真吾
- クイーン - 板野友美（AKB48）
- エリザベス - 河西智美（AKB48）
- 尾藤勇 - 小沢和義
- ストーン - つぶやきシロー
- 矢口の妻 - 中野若葉
- 翔太郎・子供時代 - 嘉数一星
- 真里奈・子供時代 - 八木瑛美莉
- 亜樹子・子供時代 - 植田紗帆
- 山口貴生
- 真季七帆
- 砂川英里
- 風麺マスター[注釈 9] - どうきひろし
- 小森絵蓮 - かでなれおん
- 矢口孝三 - 佐戸井けん太
- マツ - 山本太郎

### 『仮面ライダーオーズ ノブナガの欲望』（キャスト）
- 火野映司 - 渡部秀
- アンク - 三浦涼介
- 泉比奈 - 高田里穂
- ノブナガ - 大口兼悟
- 明智よしの - 彩也子
- 後藤慎太郎 - 君嶋麻耶
- 里中エリカ - 有末麻祐子
- フューチャーソフト社長 - 伊藤正之
- フューチャーソフト社員 - 小川輝晃
- 源さん - 伊勢浩二
- 直美 - 本橋由香
- 競売人 - 高越昭紀
- CM監督 - 諸田敏
- 徳川家子孫 - 剣持直明
- 豊臣家子孫 - 五味涼子
- 酒屋店主 - ふたむら幸則[注釈 10]
- 名手寿之
- 船越理恵
- 嶋林邦彦
- リサ
- 山下鰈
- 矢島武夫
- Rosana Gomes
- Helaine Rondon
- Rubia Ferreira
- Marcia Funaki
- Silvio Anastacio
- 大友早希子
- 渡辺望
- 熊谷珠美
- 真木清人 - 神尾佑
- 白石知世子 - 甲斐まり恵
- 鴻上光生 - 宇梶剛士

### 声の出演
- ニュース - 太田真一郎[注釈 10]
- プテラノドンヤミー♂ - 下山吉光
- プテラノドンヤミー♀ - 道添愛美
- 恐竜グリード - 浜田賢二
- 鎧武者怪人（完全体） - 酒井敬幸
- ウヴァ - 山田悠介
- カザリ - 橋本汰斗
- ガメル - 松本博之
- メズール - ゆかな
- シュラウド - 幸田直子
- 仮面ライダーコア、ガイアメモリ - 立木文彦
- 大村亨
- 穴井勇輝
- 吉野正裕
- 丹野宜政
- 板倉徹
- 羽賀聖

### スーツアクター
- 仮面ライダーオーズ[30][31]、仮面ライダーW[30][31] - 高岩成二
- 仮面ライダースカル[出典 1]、仮面ライダーアクセル[31]、仮面ライダーバース[31]、アンク（腕）[30] - 永徳
- スパイダー・ドーパント[31]、ガメル[30][31]、プテラノドンヤミー♂[31] - 高田将司
- 仮面ライダーW[33]、鎧武者怪人[31]、カザリ[30][31] - 渡辺淳[注釈 11]
- シュラウド[30][31] - 小野友紀
- バット・ドーパント[31] - 中村博亮
- プテラノドンヤミー♀[31]、メズール[30][31] - 藤田慧
- ウヴァ[31] - 岡田和也
- プテラノドンヤミー[30] - 藤井祐伍
- 玄也
- 石井靖見
- 金田進一
- 的場耕二
- おぐらとしひろ
- 伊藤教人
- 南誉士広
- 村岡友憲
- 細川晃弘
- 本多剛幸
- 大岩剣也
- 大園千絵
- 澤江晃史
- 金子佳代
- 橋口未和
- 佐藤義夫
- 遠藤誠
- 村井亮
- 蔦宗正人
- 片伯部浩正
- 内川仁朗
- 白崎誠也
- 神前元
- 寺本翔悟
- 新田健太
- 松本竜一
- 伊原康友[注釈 12]
- 矢部敬三
- 関谷健利
- 金子起也

## スタッフ
- 製作 - 鈴木武幸（東映）、平城隆司（テレビ朝日）、日達長夫（東映ビデオ）、篠田芳彦（アサツー ディ・ケイ）、木下直哉（木下工務店）、田口三昭（バンダイ）
- 企画 - 遠藤茂行（東映）、桑田潔（テレビ朝日）、加藤和夫（東映ビデオ）、松下洋子（アサツー ディ・ケイ）、小泉秀昭（木下工務店）、竹中一博（バンダイ）
- エグゼクティブプロデューサー - 杉山登（テレビ朝日）
- 原作 - 石ノ森章太郎（石森章太郎プロ）
- 脚本 - 三条陸（仮面ライダースカル メッセージforダブル）[注釈 13]、井上敏樹（仮面ライダーオーズ ノブナガの欲望）
- 脚本協力 - 小林靖子
- 音楽 - 中川幸太郎、鳴瀬シュウヘイ
- 撮影 - 倉田幸治
- 照明 - 斗沢秀
- 美術 - 大嶋修一
- 録音 - 堀江二郎
- 編集 - 長田直樹
- 整音 - 曽我薫
- 助監督 - 塩川純平
- スクリプター - 國米美子
- 制作担当 - 本間隆廣、板垣隆弘
- AP - 石川啓、望月卓
- ラインプロデューサー - 道木広志
- 絵コンテ - なかの★陽
- ダンス指導・振り付け - 彩木エリ（イカキック）
- ケーキ指導 - 中林麻衣子
- キャラクターデザイン - 早瀬マサト（石森プロ）、阿部統、田野部尚伯、高木義弘、三觜翼
- ドーパントデザイン - 寺田克也
- ヤミー・グリードデザイン - 出渕裕、篠原保
- 製作プロダクション - 東映テレビ・プロダクション
- スーパーバイザー - 小野寺章（石森プロ）
- プロデュース - 武部直美・塚田英明・高橋一浩（東映）、本井健吾（テレビ朝日）
- 特撮監督 - 佛田洋
- アクション監督 - 宮崎剛（ジャパンアクションエンタープライズ）
- 「オーズ&ダブルfeat.スカル」製作委員会（東映、テレビ朝日、東映ビデオ、アサツー ディ・ケイ、木下工務店、バンダイ）
- 監督 - 田﨑竜太
- 配給 - 東映[注釈 1]

## 音楽
主題歌「HEART∞BREAKER」
作詞 - 大黒摩季 / 作曲 - 吉川晃司 / 編曲 - 菅原弘明 / 歌 - DaiKichi 〜大吉〜
歌唱担当は『オーズ』で主題歌を歌った大黒摩季と本作品の主演の1人吉川晃司によるユニット。
挿入歌
「Nobody's Perfect」
作詞 - 松井五郎 / 作曲 - 鳴海荘吉 / 編曲 - 菅原弘明 / 歌 - 鳴海荘吉
「Finally」
作詞 - 藤林聖子 / 作曲・編曲 - 中川幸太郎 / 歌 - メリッサ（C.V.山本ひかる）
「Got to keep it real」
作詞 - 藤林聖子 / 作曲・編曲 - 鳴瀬シュウヘイ / 歌 - 火野映司（C.V.渡部秀）

## 評価・その他
丸の内TOEI2他全国274スクリーンで公開され、2010年12月18・19日の初日2日間で興収3億7,012万4,400円・動員32万5,667人を記録し、映画観客動員ランキング（興行通信社調べ）で初登場第1位を獲得した。前売り券は公開3週前で仮面ライダー劇場版シリーズ歴代最大の売り上げとなった20万枚を突破し、最終興行収入は13億8,000万円を記録した。
日刊スポーツ2011年1月1日元旦付けの新聞広告で、本作品と『天装戦隊ゴセイジャーVSシンケンジャー エピックon銀幕』『映画 プリキュアオールスターズDX3 未来にとどけ! 世界をつなぐ☆虹色の花』3作合同で、日本初の3D新聞広告が掲載。クロマデプス3Dメガネを使用しており、配達発送分にのみ3Dメガネも同梱される。

## 映像ソフト化
- 仮面ライダー×仮面ライダー オーズ&ダブル feat.スカル MOVIE大戦CORE 通常版（1枚組、2011年5月21日発売、Blu-ray / DVDでリリース）
  - 本編：劇場公開版本編を収録
  - 映像特典
    - 特報
    - 劇場予告
- 仮面ライダー×仮面ライダー オーズ&ダブル feat.スカル MOVIE大戦CORE コレクターズパック（2枚組、2011年5月21日発売、Blu-ray / DVDでリリース）
  - ディスク1：本編ディスク（通常版と共通）
  - ディスク2：特典DVD
    - メイキング
    - 製作発表
    - 完成披露試写会舞台挨拶
    - 公開初日舞台挨拶
    - テレビスポット
    - データファイル
    - ポスターギャラリー

  - 初回限定特典
    - 特製スリーブケース
- 仮面ライダー×仮面ライダー オーズ&ダブル feat.スカル MOVIE大戦CORE ディレクターズカット版（DVD1枚組、2011年9月21日発売）
  - 本編：約15分の未公開シーンを収録し、エンディングロールだったシーンをストーリーに復活させた他、ストーリー構成を『オーズ ノブナガの欲望』⇒『スカル メッセージforダブル』⇒『MOVIE大戦CORE』の順に再構成した本編を収録
  - 音声特典
    - オーディオコメンタリー（監督：田﨑竜太）

  - 初回限定特典
    - 石森プロ描き下ろしライナーカード（2枚）
- 仮面ライダーW THE MOVIE ディレクターズカット Blu-ray BOX feat.ディケイド&オーズ（3枚組、2022年7月13日発売）
  - ディスク1：『仮面ライダー×仮面ライダー W&ディケイド MOVIE大戦2010』ディレクターズカット版Blu-ray
    - 音声特典
      - オーディオコメンタリー（監督：田﨑竜太 / DVD版と共通）

  - ディスク2：『仮面ライダーW FOREVER AtoZ/運命のガイアメモリ』ディレクターズカット版Blu-ray
    - 音声特典
      - オーディオコメンタリー（監督：坂本浩一×プロデューサー：塚田英明 / DVD版と共通）

    - 映像特典
      - ネット版 仮面ライダーW FOREVER AtoZで爆笑26連発

    - ディスク3：『仮面ライダー×仮面ライダー オーズ&ダブル feat.スカル MOVIE大戦CORE』ディレクターズカット版Blu-ray
    - 音声特典
      - オーディオコメンタリー（監督：田﨑竜太 / DVD版と共通）

  - 初回限定特典
    - ブックレット

## 他媒体展開

### 小説
『S.I.C. HERO SAGA KAMEN RIDER W -Playback-』
本作品に登場したメモリーメモリによって変身した「メモリー・ドーパント」が登場する。
『小説 仮面ライダーオーズ』
テレビシリーズ準拠のスピンオフ小説。本作品の設定も一部取り入れられている。

### 漫画
『風都探偵』
「sの肖像」にて、本作品（Wパート）のエピソードが触れられている。

### オリジナルDVD
『仮面ライダーW RETURNS』
本作品の後日談（Wパートのみ）を描いた作品。
『ドライブサーガ 仮面ライダーチェイサー』
本作品の後日譚（Wパートのみ）を描いた作品。

### テレビシリーズ
『仮面ライダーオーズ/OOO』
プテラノドンヤミーが登場。

### 他映画
『仮面ライダー×仮面ライダー ウィザード&フォーゼ MOVIE大戦アルティメイタム』（2012年12月8日公開）
『仮面ライダーウィザード』と『仮面ライダーフォーゼ』のクロスオーバー作品。プテラノドンヤミーが登場。
『仮面ライダー×スーパー戦隊×宇宙刑事 スーパーヒーロー大戦Z』（2013年4月27日公開）
仮面ライダーシリーズとスーパー戦隊シリーズと宇宙刑事シリーズのクロスオーバー作品。プテラノドンヤミーが登場。
『仮面ライダー×仮面ライダー 鎧武&ウィザード 天下分け目の戦国MOVIE大合戦』（2013年12月14日公開）
『仮面ライダー鎧武/ガイム』と『仮面ライダーウィザード』のクロスオーバー作品。プテラノドンヤミーとバット・ドーパント、スパイダー・ドーパントが登場。

### アニメ映画
『風都探偵 仮面ライダースカルの肖像』
上記漫画のエピソード「sの肖像」のアニメ映画化作品。

### ネット配信
- 東映特撮YouTube Official

2020年1月3日- 13日
2024年11月1日 - 11月15日